# Энглих, Юзеф
Юзеф Энглих (пол. Józef Englich; 14 января 1874, Сьрем, Царство Польское — 22 декабря 1924, Познань, Польша) — польский предприниматель и государственный деятель, министр финансов Королевства Польского (1918).

## Биография
Родился в семье учителя. Окончил гимназию в Гданьске, затем изучал юриспруденцию в Берлине, Мюнхене, Вроцлаве и Кёнигсберга. Получив степень доктора юридических наук в 1901 г., он начал адвокатскую практику в Быдгоще. Затем он переехал в Познань, где активно занялся бизнесом. Он являлся членом правления банка «Bank Związku Spółek Zarobkowych», соучредителем Союза промышленников в Познани и фонда поддержки промышленности, редактировал журналы «Познань» и «Фабрикант».
В 1918 г. занимал пост министра финансов Королевства Польского. В составе правительственной делегации принимал участие в переговорах с Германией в связи с захватом Верхней Силезии. В 1919 г. вновь назначался на пост министра финансов.
В 1920 г. он вернулся в Познань. Являлся членом городского совета (1922—1925), продолжил работу в качестве члена наблюдательных советов ряда коммерческих компаний.
В сентябре 1923 г. был спущен на воду сухогруз «Юзеф Инглиш», принадлежащий Польскому обществу судоходства «Орцел Бялы».

## Награды и звания
Кавалер командорского креста со звездой ордена Возрождения Польши.

## Публикации
- «Экономические ресурсы Королевства Польша» (1917),
- «Меры по улучшению промышленности» (1915),
- «Впечатления от поездки в Америку» (1924).